# Ollantaytambo
Ollantaytambo (auch Ollantaitambo, Quechua Ullantaytampu; in älterer Literatur lediglich Tambo genannt) ist eine Stadt und archäologische Stätte im südlichen Teil von Peru in der Provinz Urubamba, in der Region Cusco.

## Geografie
Die Stadt liegt etwa 60 km nordwestlich von Cusco und 21 km von Urubamba entfernt in einer Höhe von 2848 m am rechten Ufer des Río Urubamba. Nach einer Legende soll der Gott Viracocha die Inka angeleitet haben, die Stadt zu bauen.
Die Stadt ist Verwaltungssitz des gleichnamigen Distrikts. Beim Zensus 2017 wurden 3050 Einwohner gezählt.

## Geschichte
Ollantaytambo ist das einzige verbliebene Beispiel für Stadtplanung aus der Inka-Zeit. Die Gebäude und Inka-Terrassen sowie die engen Gassen der Stadt befinden sich noch in ihrem ursprünglichen Zustand. Die geraden und engen Straßen bilden 15 quadratische Blocks (canchas), die je einen Eingang zum zentralen Innenhof besitzen, der von Häusern umgeben ist. Einige vornehme Häuser bestehen aus perfekt gearbeiteten Inka-Mauern aus dunkelrosa Stein. Die Inka bauten in Ollantaytambo Verwaltungs-, Landwirtschafts-, Militär- und religiöse Einrichtungen.
Auf der dem Berg zugewandten Seite von Ollantaytambo befindet sich ein imposanter Inka-Komplex, der, auf Grund seiner außerordentlich starken Mauern, landläufig fortaleza (dt. Bollwerk oder Festung) genannt wird. Tatsächlich war dieser Komplex strategisch günstig gelegen, um das Heilige Tal der Inka zu dominieren. Hierhin zog sich auch 1537 Manco Cápac II. nach der gescheiterten  Belagerung von Cuzco zurück, um seine verbliebenen Soldaten im Kampf gegen die Conquistadoren zu sammeln.
1932 erhielt die Stadt Eisenbahnanschluss.

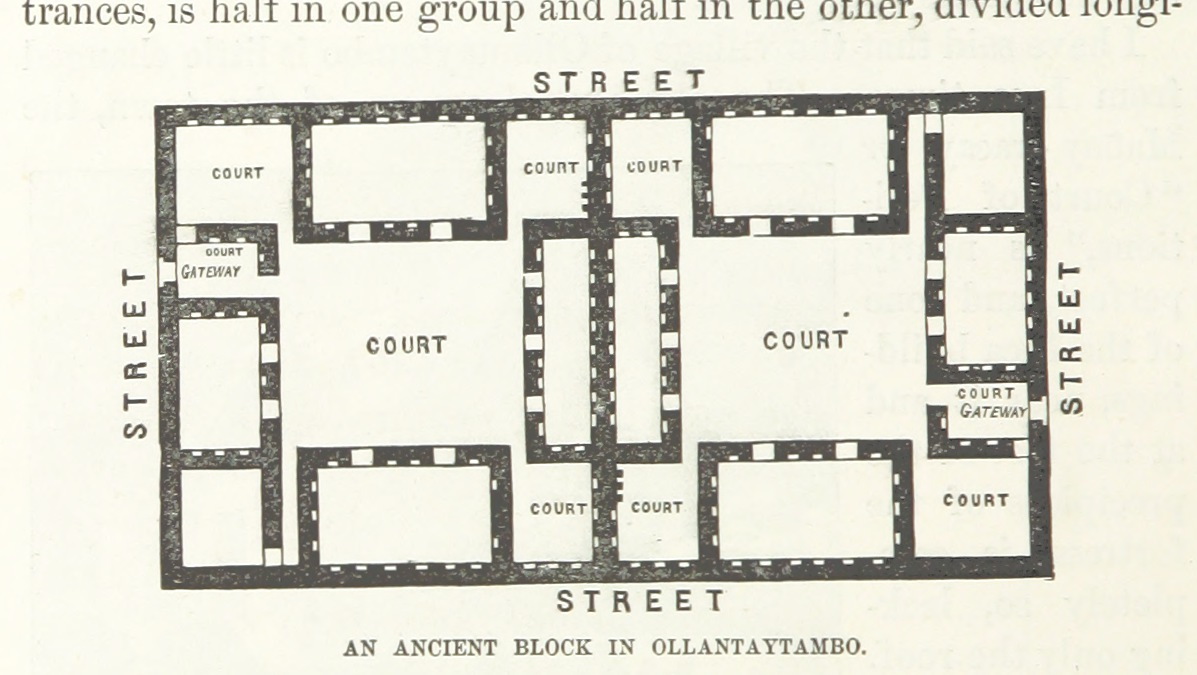
Plan eines Inka-Häuserblocks von Ephraim Squier in Peru: Incidents of Travel and Exploration in the Land of the Incas. (1877)
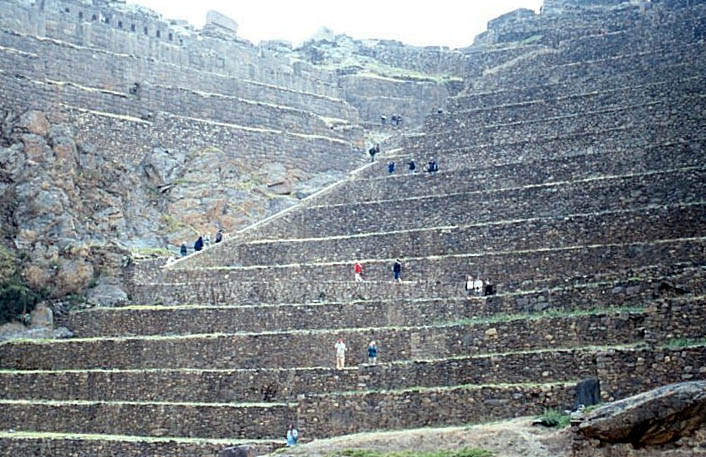
Inka-Terrassen in Ollantaytambo
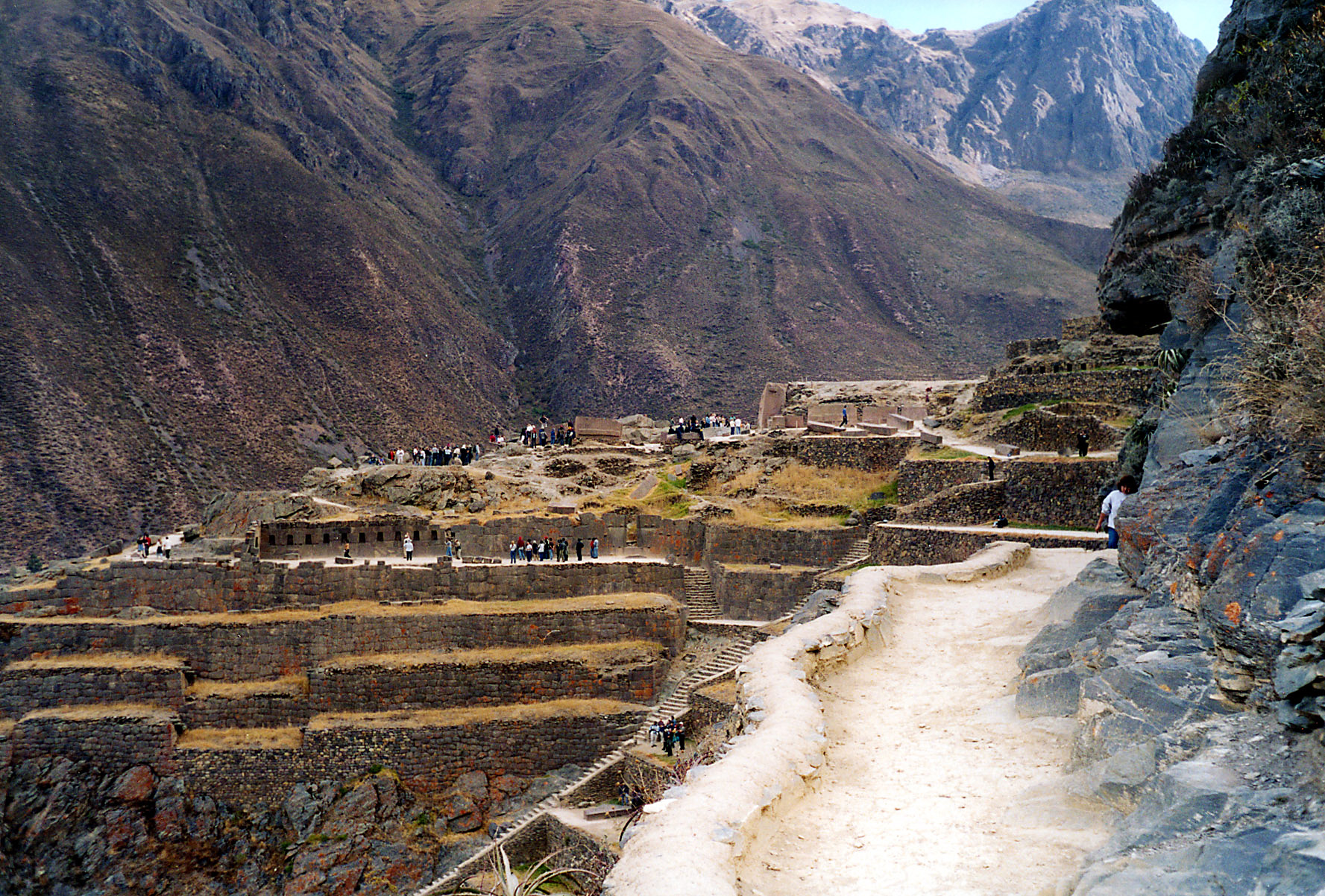
Tempel in Ollantaytambo
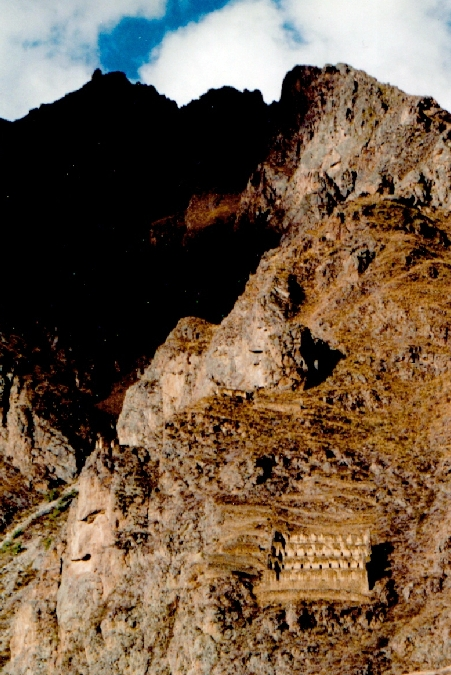
Von den Inka in Fels gehauene Gesichter bei Pinkuylluna
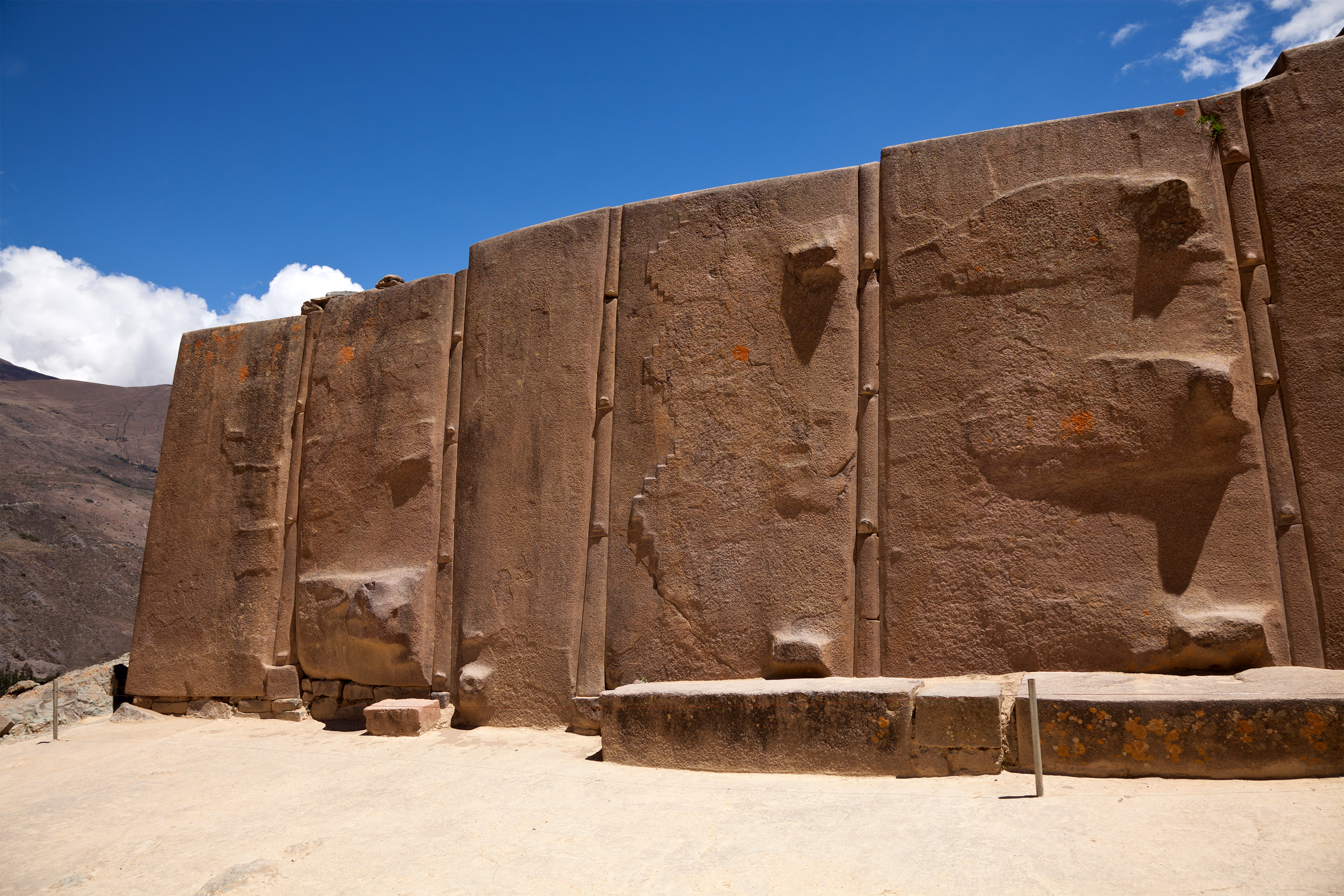
Mauer der sechs Monolithen
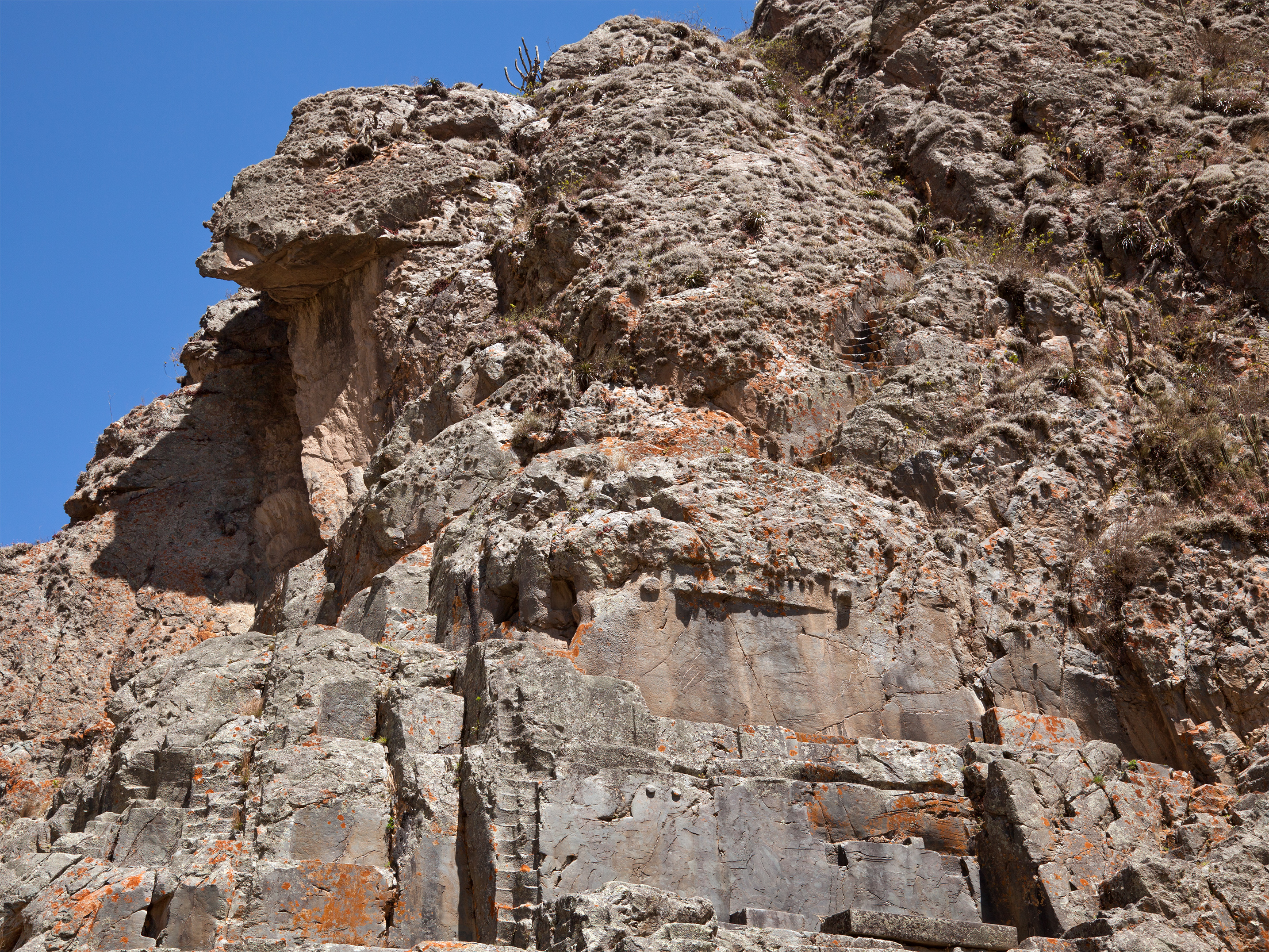
Sogenannter „Steinbruch“ mit sitzartigen Ausarbeitungen[A 1]

## Mögliche ursprüngliche Errichtung durch Tiwanakaner
Der Architekturhistoriker Jean-Pierre Protzen von der University of California, Berkeley merkt an, dass in der Vergangenheit oft argumentiert wurde, der alte Monumental-Kern von Ollantaytambo (z. B. die Mauer der sechs Monolithen des sogenannten Sonnentempels) sei das Werk der früheren Tiwanaku-Kultur und sei von den Inka lediglich wiederverwendet worden:

“An argument persists that the Wall of the six monoliths and the vanished structures from which the blocks have been recycled predate the Incas and were work of the earlier Tiahuanaco culture. Support for the argument is found in the step motif carved on the fourth monolith and the T-shape sockets cut into several blocks, both believed to be hallmarks of Tiahuanaco-style architecture. […] A variant of this argument is that Tiahuanacoid elements were brought to Ollantaytambo by […] stonemasons from Lake Titicaca. […] The only question here is why stonesmasons from Lake Titicaca should have remembered anything Tiahaunacoid when for several centuries nothing like it had been built. If anything remembers me of Tiahuanaco it is […] the T-shaped sockets and the regularly coursed masonry of strongly altered andesite. […] Many T-shaped sockets are indeed found at Tiahuanaco in particular at the site of Puma Punku […]”

„Ein Argument verbleibt, dass die Mauer der sechs Monolithen und die verschwundenen Strukturen, aus denen die Blöcke recycelt wurden, älter sind als die Inkas und ein Werk der früheren Tiahuanaco-Kultur waren. Das Argument wird durch das in den vierten Monolithen geschnitzte Stufenmotiv und die in mehrere Blöcke geschnitzten T-förmigen Fassungen unterstützt, die beide als Markenzeichen der Tiahuanaco-Stil-Architektur gelten. […] Eine Variante dieses Arguments ist, dass Tiahuanacoide Elemente von […] Steinmetzen aus dem Titicacasee nach Ollantaytambo gebracht wurden. […] Hier stellt sich nur die Frage, warum sich Steinmetze aus dem Titicacasee an etwas Tiahaunacoides erinnern sollen, wenn mehrere Jahrhunderte nichts Vergleichbares gebaut wurde. Wenn mich etwas an Tiahuanaco erinnert, dann sind es […] die T-förmigen Fassungen und das regelmäßig geschichtete Mauerwerk aus stark alteriertem Andesit. […] Viele T-förmige Fassungen findet man tatsächlich bei Tiahuanaco, insbesondere auf dem Gelände von Puma Punku […].“

In Ollantaytambo findet man laut Protzen jedoch nur T-förmige Krampenfassungen, während in Tiwanaku Krampenfassungen mit einer breiten Palette von Formen – L, T, Doppel-T oder ‡, U, Y, Z – und Abmessungen gefunden werden. Eine Parallele zwischen Ollantaytambo und Tiwanaku wurde ebenso von Heinrich Ubbelohde-Doering, Alphons Stübel und Max Uhle bemerkt. Frühere Ausgrabungen hätten keine Tiwanaku-Artefakte ans Licht gebracht, was eine frühere Tiwanaku-Besiedelung scheinbar ausschließe. Ohne Ausgrabungen und weitere Untersuchungen könne die Frage nach einem möglichen Tiwanaku-Ursprung nicht abschließend geklärt werden.
Nach Alfons Stübel und Max Uhle weisen die Ruinen Ollantaytambo starke Ähnlichkeit mit den Ruinen von Tiwanaku auf. Unter anderem sehen sie Parallelen in den pfeilerartigen Blöcken und in rechten Winkeln ausgearbeiteten Steinen. Ein Teil der Ruinen würde aber mit bekannten Inkabauten übereinstimmen. Daher würden die Konstruktionen in Ollantaytambo aus unterschiedlichen Kulturepochen stammen. Nach Stübel und Uhle werden die nicht kyklopischen Bestandteile von Ollantaytambo „[…] den Inca nicht zugeschrieben werden dürfen.“
Auch das wenige Kilometer von Ollantaytambo entfernte Naupa Iglesia weist formale Ähnlichkeit zur Tiwanaku-Architektur auf.

## Steinvorsprünge

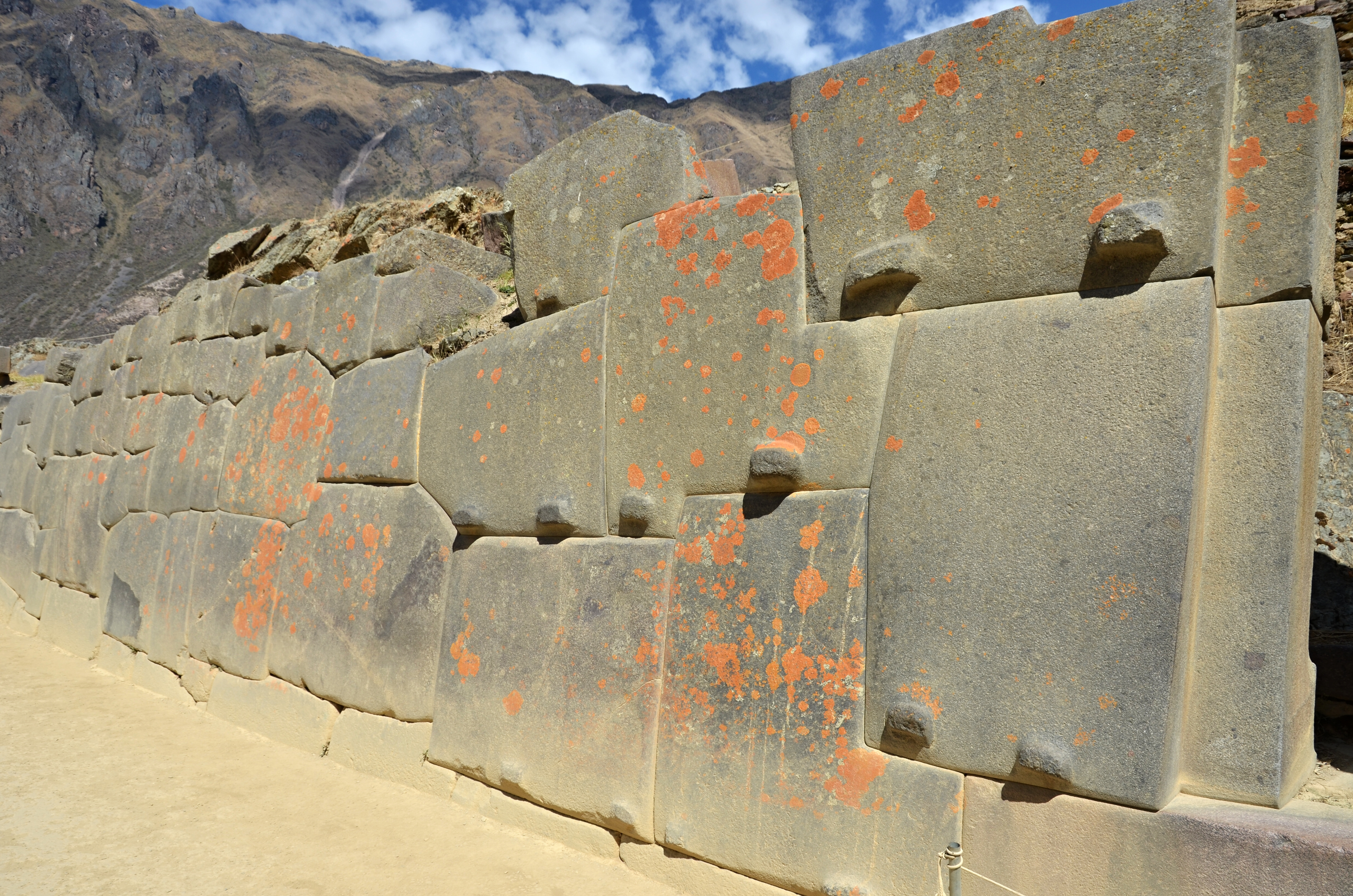
Noppen an der Mauer des unvollendeten Tores

Nach der Kunsthistorikerin Jessica Joyce Christie handelt es sich bei den Noppen um abgerundete oder eckige Vorsprünge von glatten Oberflächen. Sie werden allgemein als Intiwanatanas interpretiert. Nach Christie wisse niemand wie solche Sonnenuhren funktioniert hätten. Der Grund für die Interpretation als Intiwanatanas sei die oberflächliche formale Ähnlichkeit der Noppen mit dem Intiwanatana (Quechua für „der Ort an dem die Sonne gebunden wird“) von Machu Picchu, der lediglich durch Bingham als solcher bezeichnet wurde. Erwähnenswerte Noppen gebe es nach Christie am „Sonnentempel“ in Pisaq und in Ollantaytambo.

## Ufo-Enthusiasten
Ufo-Enthusiasten führen die Monumentalarchitektur Ollantaytambos auf außerirdische Intervention zurück. Der Architekturhistoriker Jean-Pierre Protzen schreibt er habe „keinen Zweifel daran“, dass die Baumeister der Anden ihre Bautechniken und Fähigkeiten unabhängig von äußeren Einflüssen, weltlichen oder außerirdischen, entwickelt haben. Seine Arbeit habe gezeigt, dass es den Inkas unter der Verwendung der damaligen Werkzeuge und ohne außerirdische Intervention möglich gewesen war Strukturen zu errichten, bei denen die Steine derart eng aneinander liegen.

## Galerie

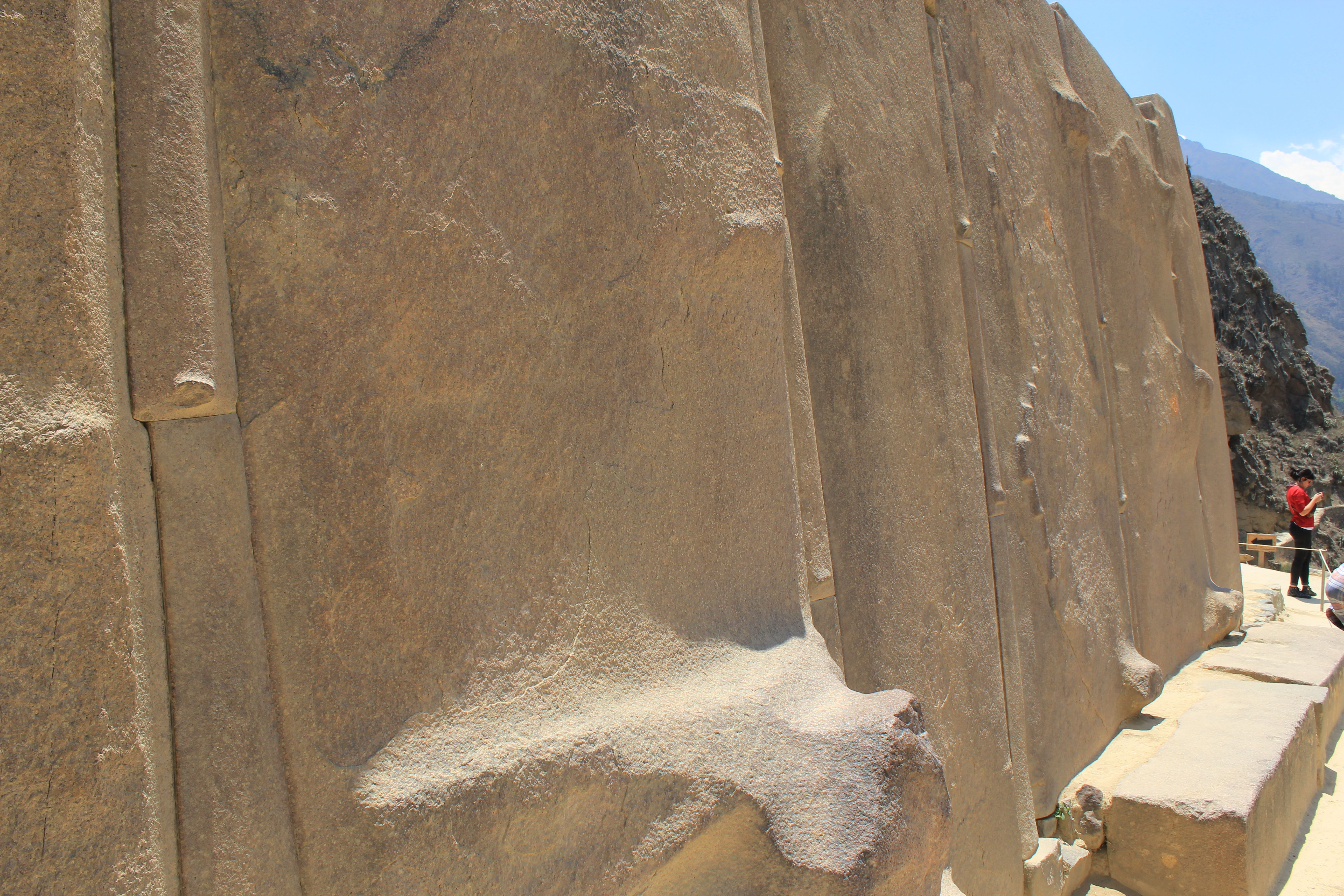
Seitenansicht der Mauer der sechs Monolithen
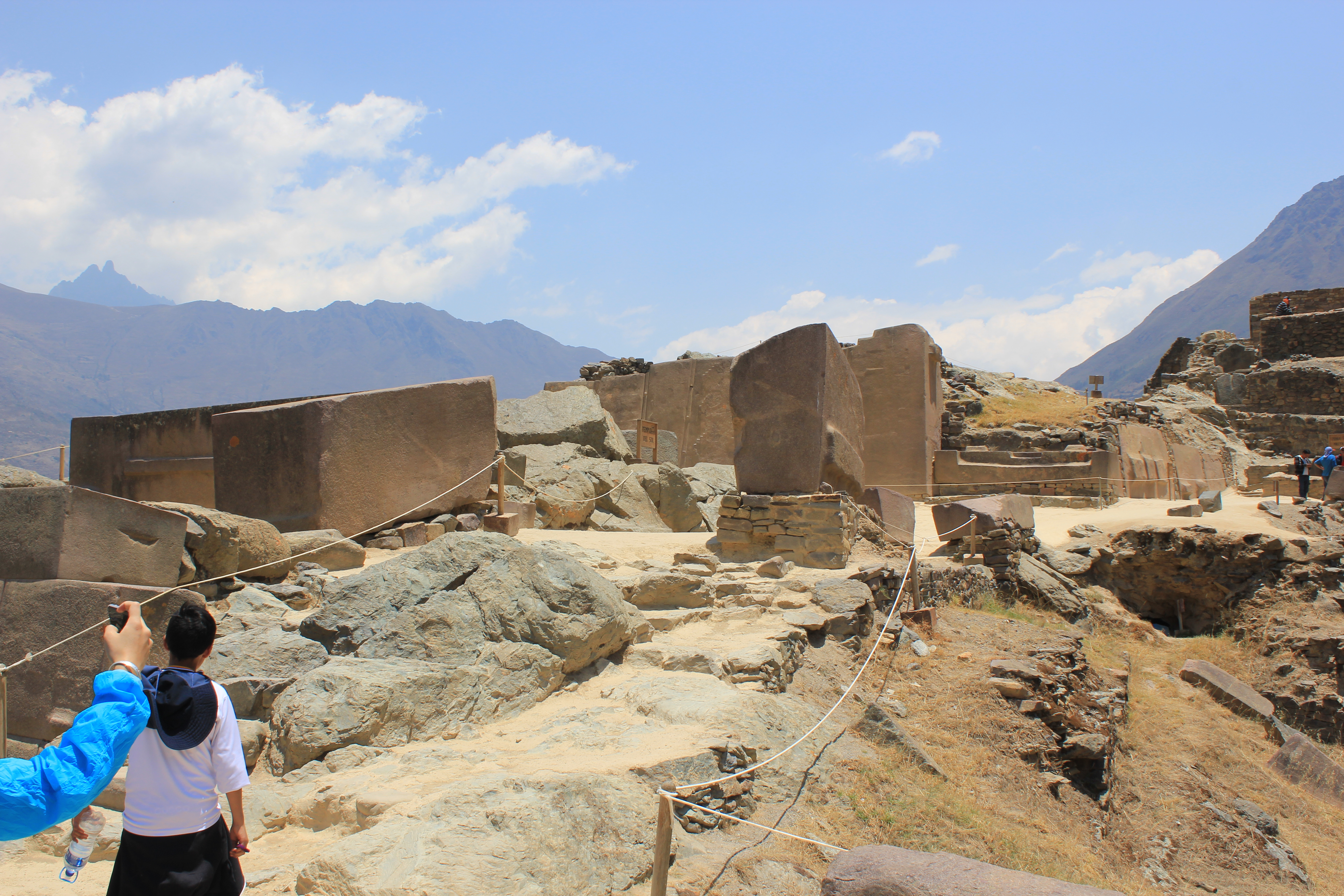
Weg zum Monumentalkern von Ollantaytambo
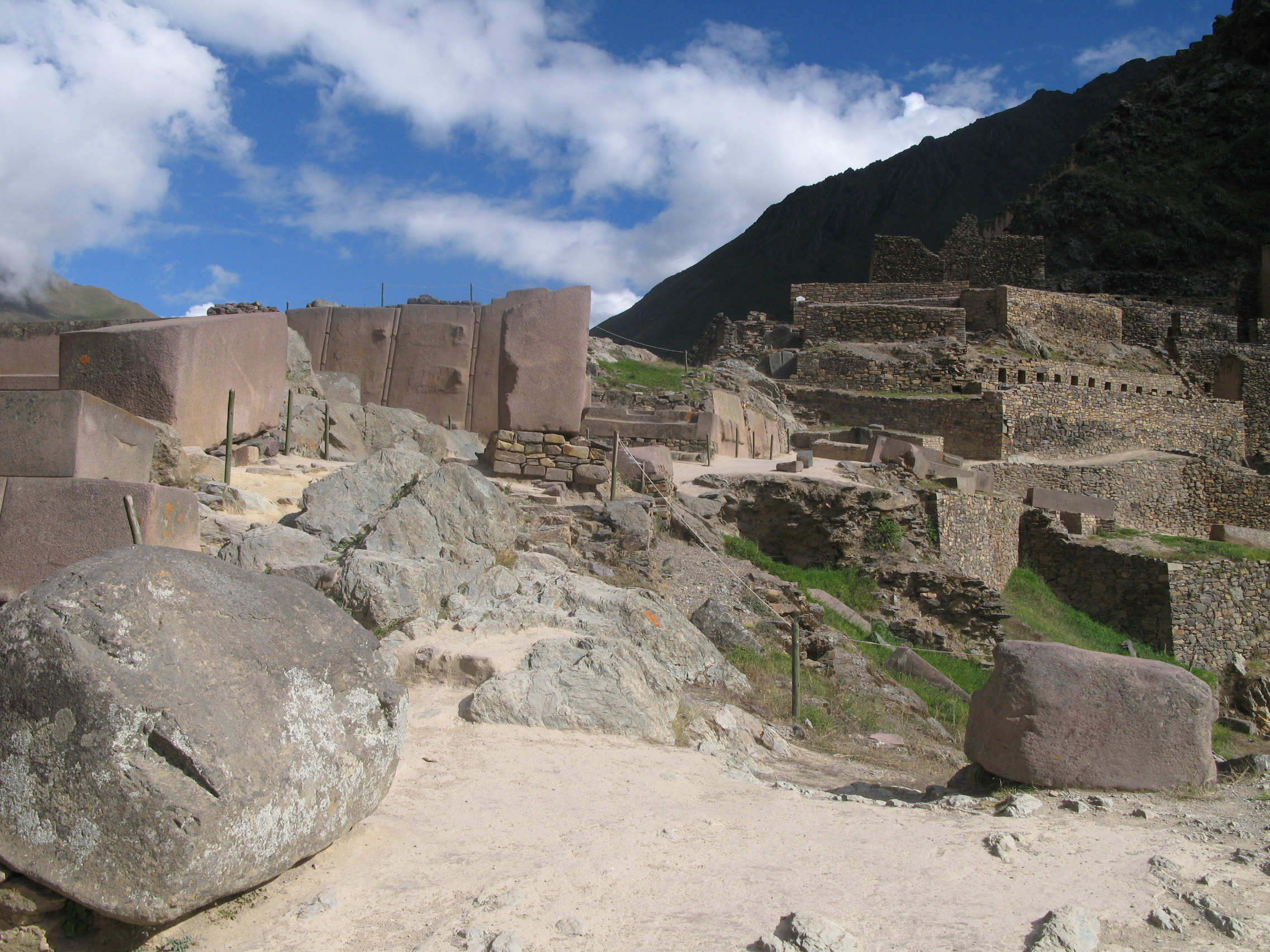
Weg zum Monumentalkern von Ollantaytambo
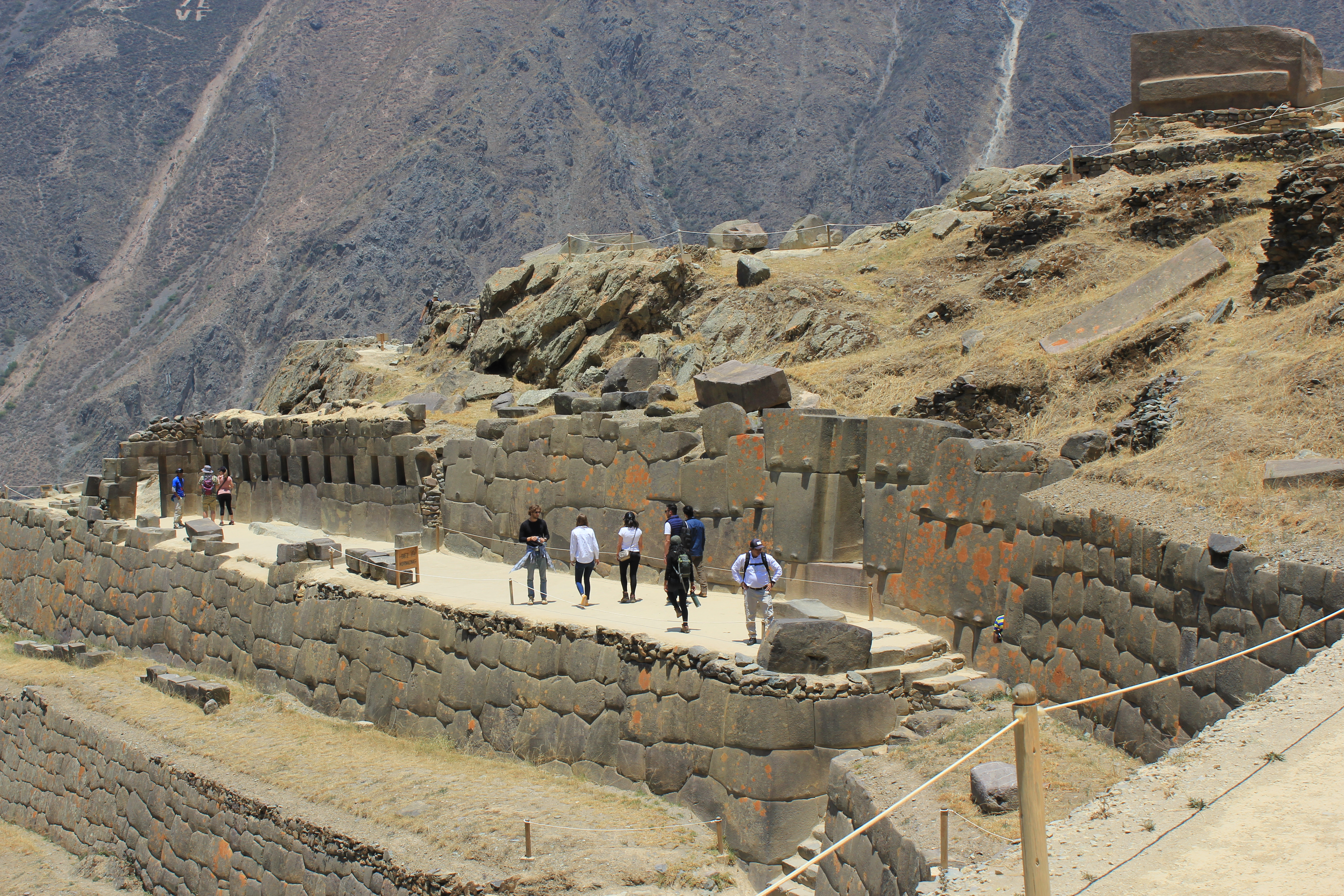
Eingang
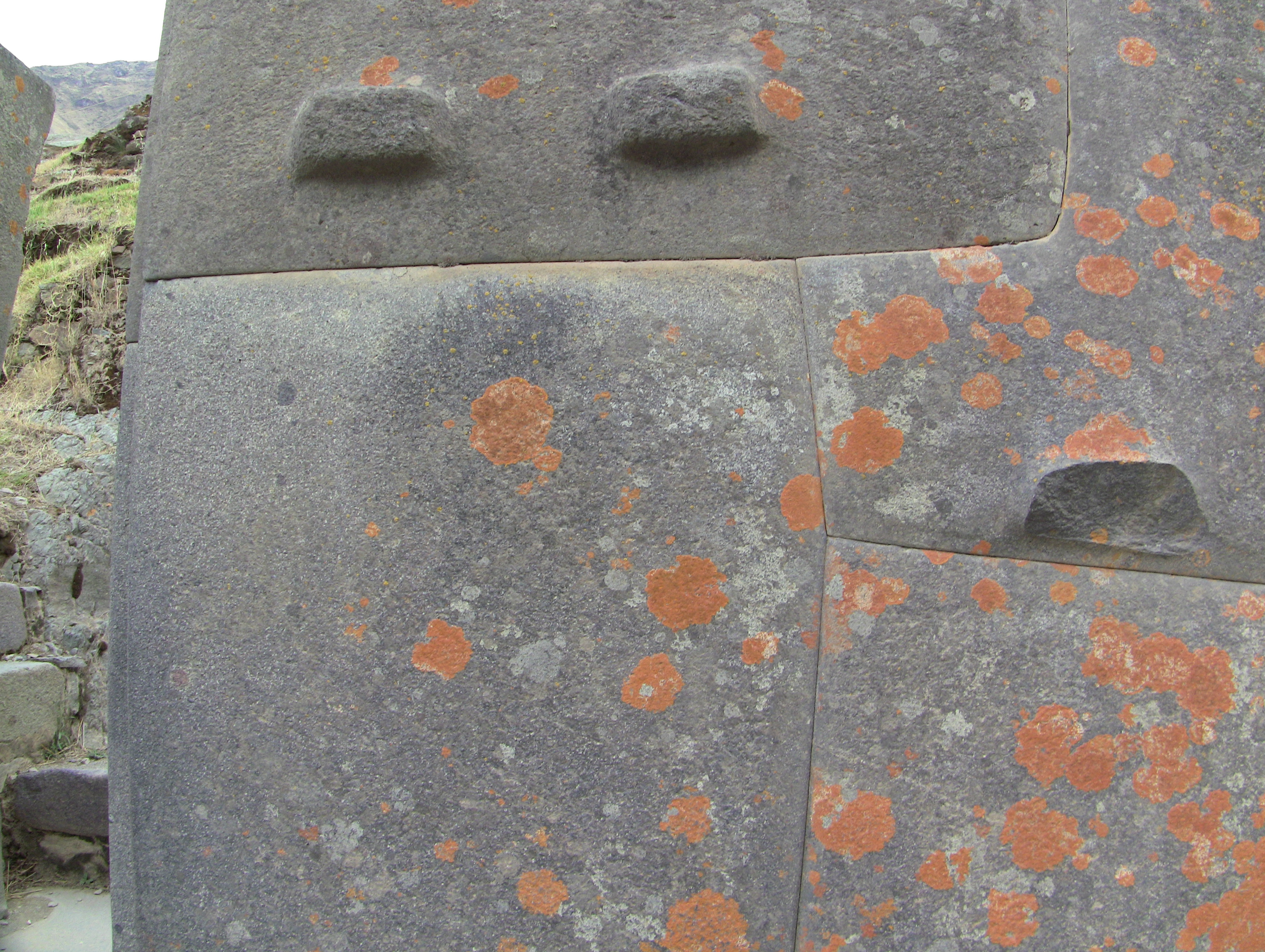
Rhyolith-Mauer (Teil des „unvollendeten Tores“)
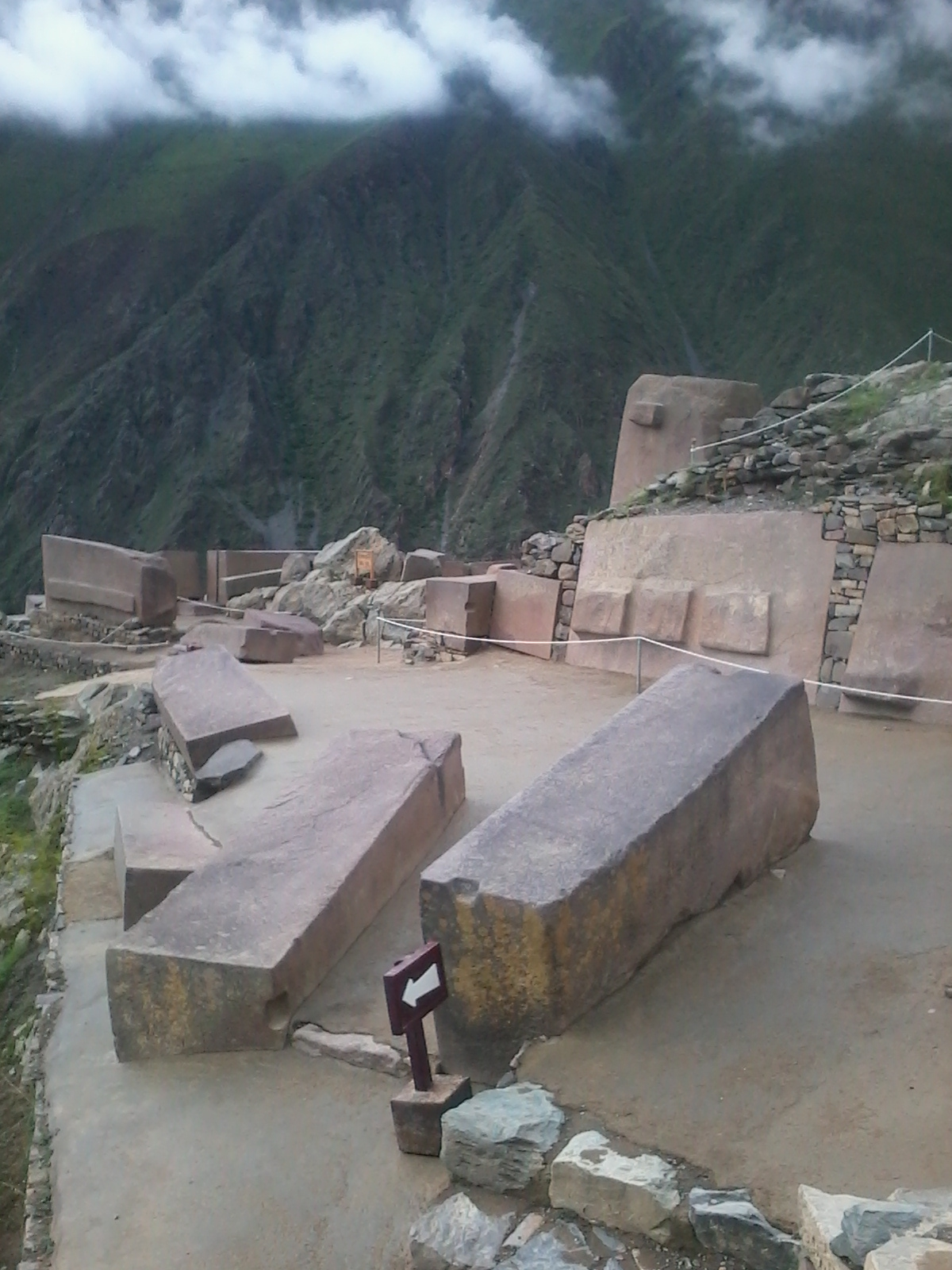
Von den Inka recycelte Blöcke

## Verkehr
Ollantaytambo liegt an der schmalspurigen Bahnstrecke Cusco–Quillabamba.